# Toyota Yaris
Toyota Yaris je mali gradski automobil kojeg od 1999. godine proizvodi japanski proizvođač Toyota, a dosad je proizveden u dvije generacije.
Yaris je u Europi od početka prodaje dostupan u hatchback izvedbama s troja ili petora vrata, a na njegovoj se platformi neko vrijeme proizvodio i mali jednovolumen nazvan Yaris Verso. Na nekim tržištima, ponajprije sjevernoameričkom, obje generacije dostupne su i u limuzinskoj izvedbi s četverim vratima.

## Prva generacija
Yaris prve generacije na europskim se tržištima po prvi put pojavio početkom 1999. godine, a u ponudi Toyotinih vozila je smijenio model Starlet. Modeli namijenjeni europskim tržištima proizvodili su se u Francuskoj i Japanu. Ponuda motora je u početku sadržavala samo dva benzinca obujma 1 i 1,3 litre. Manji motor razvijao je snagu od 65, a veći 86 konjskih snaga. 2000. godine automobil je pobijedio na izboru za Europski automobil godine.
Početkom 2003. godine lagano je izmijenjen izgled prednjeg dijela automobila, a u ponudu motora pridodan je i 1,4-litreni dizelaš sa 75 konjskih snaga. Do dolaska druge generacije izgled automobila i ponuda motora više nisu bili mijenjani.
Valja spomenuti da je neko vrijeme na tržištu bila dostupna i sportska inačica nazvana Yaris TS, koju je pokretao 1,5-litreni benzinski motor sa 105 konjskih snaga, a u Švicarskoj je bila dostupna i ograničena serija tog modela koja je uz pomoć turbo punjača razvijala čak 150 konjskih snaga.
U Sjevernoj Americi prva se generacija od 2000. godine prodavala pod nazivom Toyota Echo, a u početku je bila dostupna u kupe izvedbi s dvojim vratima i limuzinskoj izvedbi s četverim vratima. Izvedbe s troja i petora vrata tamo su bile dostupne tek od 2004. godine i prodavale su se isključivo u Kanadi. U Japanu izvedbe s trojim i petorim vratima nosile su naziv Toyota Vitz, a četverovratna limuzina Toyota Platz.
- Toyota Yaris I
- Toyota Yaris I Facelift
- Toyota Yaris Verso
- Toyota Yaris Verso

## Druga generacija
Potpuno redizajnirana druga generacija predstavljena je u jesen 2005., a već u listopadu te godine postigla je uspjeh osvojivši maksimalnih pet zvjezdica na Euro NCAP testu sigurnosti. Yaris druge generacije počeo se prodavati početkom 2006. godine, a početna ponuda motora koja se sastojala od dva benzinca i jednog dizelaša zapravo je bila prenesena iz prve generacije uz tek nešto manja pojačanja snage kod benzinaca i nešto veće pojačanje snage u dizelaša. Ponuda benzinaca sastoji se od 1-litrenog motora sa 69 konjskih snaga i 1,3-litrenog motora s 87 konjskih snaga, a jedini dizelaš je 1,4-litreni motor s 90 konjskih snaga. Od početka 2007. godine na tržištu je dostupan i sportski model Yaris TS pokretan novorazvijenim 1,8-litrenim benzincem sa 132 konjske snage. 
Druga generacija Yarisa na sjevernoameričkim je tržištima dostupna i kao četverovratna limuzina, a u Japanu se i dalje prodaje pod nazivom Toyota Vitz. Na sjevernoameričkom tržištu novost je i uvođenje trovratnog modela na tržište SAD-a.
- Yaris Vitz
- amer. verzija: Yaris Sedan
- amer. verzija: Toyota Yaris Sedan

## Vanjske poveznice
- Službene hrvatske stranice Toyote Yaris  Arhivirana inačica izvorne stranice od 23. listopada 2006. (Wayback Machine)